# Explosivo en polvo aglutinado
Un explosivo en polvo aglutinado, más conocido por su nombre en inglés polymer-bonded explosive o plastic-bonded explosive, PBX. Se trata de un material explosivo en polvo aglutinado en una matriz usando pequeñas cantidades (típicamente 5-10% en peso) de un polímero sintético ("plástico"). A pesar de la palabra "plástico", polímeros unidos explosivos no son maleables a mano después del curado, y por lo tanto no son una forma de explosivo plástico. Los PBX fueron desarrollados por primera vez en 1952 en el Laboratorio Nacional de Los Álamos, como RDX en poliestireno con dioctilo de plastificante . Los PMX con ligantes a base de teflón se desarrollaron en los años 1960 y 1970 para los proyectiles de armas de fuego y experimentos sísmicos lunares. Los PBX se utilizan normalmente con materiales explosivos que no son fáciles de fundir en un molde, o que son difíciles de darle forma.

## Ventajas potenciales
Los explosivos unidos mediante polímeros tiene varias ventajas potenciales:
- Si la matriz del polímero es un elastómero (material elástico), puede absorber los golpes, haciendo que la carga muy insensible a la detonación accidental, y por lo tanto ideal para municiones insensibles .
- Los polímeros duros pueden producir PBX muy rígidos que mantiene la forma precisa, incluso bajo un estrés severo.
- Los polvos de PBX puede ser prensado a una forma determinada a temperatura ambiente, cuando la colada normalmente requiere la fusión de peligrosos explosivos. El prensado a alta presión puede lograr una densidad del material muy cerca de la densidad cristalina teórica del material explosivo de base.
- Muchos PBX son seguros para mecanizar - para convertir bloques sólidos en complejas formas tridimensionales. Por ejemplo, un pedazo de PBX puede, si es necesario, ser formado con mucha precisión en un torno. Esta técnica se utiliza para mecanizar lentes de explosivos necesarias en las modernas armas nucleares[2]

## Aglutinantes

### Fluoropolímeros
Los fluoropolímeros tienen ventajas como aglutinantes, debido a su alta densidad (alto rendimiento, velocidad de detonación ) y el comportamiento químico inerte (estabilidad al almacenamiento a largo plazo y bajo envejecimiento ). Sin embargo, son algo frágiles, ya que su transición vítrea es a temperatura ambiente o superior, lo que limita su utilización a los explosivos insensibles (por ejemplo DCT) donde la fragilidad no tiene efecto perjudicial para la seguridad. También son difíciles de procesar.

### Elastómeros
Los elastómeros se utilizan con los explosivos más mecánicamente sensibles, por ejemplo, el HMX. La elasticidad de la matriz disminuye la sensibilidad del material a granel al choque y la fricción;. Su temperatura de transición vítrea se elige para estar por debajo del límite inferior del intervalo de temperatura de trabajo (típicamente por debajo de -55 °C). Los polímeros de caucho reticulado son, sin embargo sensible al envejecimiento , principalmente por la acción de radicales libres y por hidrólisis de los enlaces por trazas de vapor de agua. Cauchos como el Estane o el polibutadieno terminado en hidroxilo (HTPB) se utilizan para estas aplicaciones extensamente. También se usan cauchos de silicona y poliuretanos termoplásticos.
Fluoroelastómeros , por ejemplo, Viton , combinan las ventajas de ambos.

### Polímeros energéticos
Los polímeros energéticos (por ejemplo nitro o azido derivados de polímeros) se puede utilizar como un aglutinante para aumentar la potencia explosiva en comparación con aglutinantes inertes. también puede utilizarse plastificantes energéticos. La adición de un plastificante disminuye la sensibilidad del explosivo y mejora su procesabilidad.

## Insultos (potenciales inhibidores de explosivos)
El rendimiento de los explosivos pueden ser afectados por la introducción de cargas mecánicas o la aplicación de temperatura; tales daños son llamados insults (en español: insulto) . El mecanismo de un insulto térmico a bajas temperaturas en un explosivo es principalmente termomecánica, a temperaturas más altas que es principalmente termoquímico.

### Termomecánico
Los mecanismos de participación de las tensiones termomecánicas por expansión térmica (es decir, tienden a estar involucrados, dilataciones térmicas diferenciales, como gradientes térmicos), fusión / congelación o sublimación / condensación de los componentes, y las transiciones de fase de los cristales (por ejemplo, la transición del HMX de la fase beta a la fase delta a 175 °C implica un gran cambio en el volumen y provoca un amplio agrietamiento de sus cristales).

### Termoquímico
Los cambios termoquímicos implican la descomposición de los explosivos y aglutinantes, pérdida de fuerza de aglutinante como se ablanda o se funde, o rigidez del ligante si el aumento de temperatura provoca la reticulación de las cadenas poliméricas. Los cambios también pueden alterar significativamente la porosidad del material, ya sea mediante el aumento (fractura de los cristales, vaporización de los componentes) o disminución (fusión de componentes). La distribución del tamaño de los cristales también puede ser alterado, por ejemplo, por maduración de Ostwald. La descomposición termoquímica empieza a ocurrir en las no homogeneidades de cristal, por ejemplo, en las interfaces intragranulares  del cristal, en las partes dañadas de los cristales, o en las interfaces de los diferentes materiales (por ejemplo, cristal / aglutinante). La presencia de defectos en los cristales (grietas, huecos, inclusiones de disolventes ...) puede aumentar la sensibilidad del explosivo a los choques mecánicos.

### Algunos ejemplos de PBX
| Nombre   | Ingredientes del explosivo | Ingredientes del aglutinate                           | Empleo |
| -------- | -------------------------- | ----------------------------------------------------- | --- |
| EDC-29   | β-HMX 95%                  | HTPB                                                  | UK composition |
| EDC-37   | HMX/NC 91%                 | 9% caucho de poliuretano                              | |
| LX-04-1  | HMX 85%                    | Viton-A 15%                                           | Armas nucleares de alta velocidad (W62, W70) |
| LX-07-2  | HMX 93%                    | Viton-A 10%                                           | Armas nucleares de alta velocidad (W71) |
| LX-09-0  | HMX 93%                    | BDNPA 4.6%; FEFO 2.4%                                 | Armas nucleares de alta velocidad,(W68). Propenso al deterioro y a la separación del plastificante y aglutinante . Causado graves problemas de seguridad.                                                                                              |
| LX-09-1  | HMX 93.3%                  | BDNPA 4.4%; FEFO 2.3%                                 | |
| LX-10-0  | HMX 95%                    | Viton-A 5%                                            | Armas nucleares de alta velocidad ( W68 (reemplaza al LX-09), W70 , W79 , W82 ) |
| LX-10-1  | HMX 94.5%                  | Viton-A 5.5%                                          | |
| LX-11-0  | HMX 80%                    | Viton-A 20%                                           | Armas nucleares de alta velocidad (W71) |
| LX-14-0  | HMX 95.5%                  | Estane & 5702-Fl 4.5%                                 | |
| LX-15    | HNS 95%                    | Kel-F 800 5%                                          | |
| LX-16    | PETN 96%                   | FPC461 4%                                             | |
| LX-17-0  | TATB 92.5%                 | Kel-F 800 7.5%                                        | Armas nucleares de alta velocidad, insensibles: ( B83 , W84 , W87 , W89 ) |
| PBX 9007 | RDX 90%                    | Poliestireno 9.1%; DOP 0.5%; colofonia 0.4%           | |
| PBX 9010 | RDX 90%                    | Kel-F 3700 10%                                        | Armas nucleares de alta velocidad ( W50 , B43 ) |
| PBX 9011 | HMX 90%                    | Estane y 5703-Fl 10%                                  | Armas nucleares de alta velocidad ( B57 mods 1 y 2) |
| PBX 9205 | RDX 92%                    | Poliestireno 6%; DOP 2%                               | |
| PBX 9404 | HMX 94%                    | NC 3%; CEF 3%                                         | Armas nucleares de alta velocidad, ampliamente utilizado ( B43 , W48 , W50 , W55 , W56 , B57 mod 2, B61 mods 0, 1, 2, 5, W69 ). Graves problemas de seguridad relacionados con el envejecimiento y la descomposición del aglutinante de nitrocelulosa. |
| PBX 9407 | RDX 94%                    | FPC461 6%                                             | |
| PBX 9501 | HMX 95%                    | Estane 2,5%; BDNPA-F 2,5%                             | Armas nucleares de alta velocidad ( W76 , W78 , W88 ). Una de las más estudiadas las fórmulas de alto explosivos. |
| PBS 9501 |                            | Estane 2,5%; BDNPA-F 2,5%, azúcar blanca tamizada 95% | simulanción inerte con las propiedades mecánicas de PBX 9501. |
| PBX 9502 | TATB 95%                   | Kel-F 800 5%                                          | De alta velocidad, insensibles ; principal en los últimos Estados Unidos las armas nucleares ( B61 mods 3, 4, 6-10, W80 , W85 , B90 , W91 ), rellenado de las primeros cabezas nucleares para sustituir explosivos menos seguros.                      |
| PBX 9503 | TATB 80%; HMX 15%          | Kel-F 800 5%                                          | |
| PBX 9604 | RDX 96%                    | Kel-F 800 4%                                          | |
| PBXN-106 | RDX                        | caucho de poliuretano                                 | Proyectiles navales |
| PBXN-3   | HMX 85%                    | Nylon                                                 | AIM-9X Sidewinder Missile |
| PBXN-5   | HMX 95%                    | fluoroelastomer 5%                                    | Proyectiles navales |
| PBXN-9   | HMX 92%                    | HYTEMP 4454 2%, Diisooctyl adipate (DOA) 6%           | Varios |
| X-0242   | HMX 92%                    | polímero 8%                                           | |
| XTX 8003 | PETN 80%                   | Sylgard 182 (caucho de silicona) 20%                  | Armas nucleares de alta velocidad, extruibles; (W68, W76) |